# Trabzonspor
Trabzonspor Kulübü (deutsch Sportklub Trabzon) ist ein Sportverein aus der türkischen Hafenstadt Trabzon. Der am 2. August 1967 gegründete Verein ist vor allem für seine Fußballabteilung bekannt, welche in der Süper Lig insgesamt sieben Mal den Meisterschaftstitel erringen konnte. Neben Bursaspor ist Trabzonspor einer von zwei nicht aus Istanbul stammenden Fußballklubs, die den türkischen Meistertitel erringen konnten. Während der Verein 2020 den neunten nationalen Pokalerfolg erlangte, blieb die Mannschaft international noch ohne Titel. Trabzonspor verfügt in der Türkei über mehrere Jugendinternate.

## Vereinsgeschichte

### Gründung des Vereins
Der Klub wurde in zwei Phasen gegründet. Zunächst wurden die drei Amateurvereine İdmangücü, Karadenizgücü und Martıspor mit einer umfangreichen Unterstützung von İdmangücü am 21. Juni 1966 verschmolzen und zu Trabzonspor geformt. Als Klubfarben wurde Gelb-Rot gewählt. Allerdings bekam die Mannschaft keine Lizenz, weil ein offizielles Schreiben nicht rechtzeitig verschickt worden war. Einen Monat später, am 20. Juli, wurde die Mannschaft aus den drei genannten Vereinen sowie mit Yolspor zum Klub mit den Farben Rot-Weiß vereinigt.
Diese Fusion hielt jedoch nicht, weil der in Trabzon tief verwurzelte Sportverein İdmanocağı aus verschiedenen Gründen ihr nicht beitreten wollte. Daher könnte Trabzonspor nicht vollständig mit der Stadt kooperieren.
Nach vielen Diskussionen und Streitigkeiten einigten sich die Vereine und so wurde am 2. August 1967 Trabzonspor mit den Farben Weinrot-Blau endgültig gegründet. Man sage die berühmte Sardelle des Schwarzen Meeres wirkte sich auf die Farbwahl aus: Weinrot wurde wegen ihrer Augen bevorzugt, und die hellblaue Farbe wegen der bläulichen Haut. Dies sei aber nur eine Behauptung. Andere sagen Trabzonspor erhielt seine Farben von Aston Villa, einem der erfolgreichsten Teams Englands zum Zeitpunkt Trabzonspors Gründung. Der frühere Clubpräsident von Trabzonspor Mehmet Șamil Ekinci soll aus England Aston Villa Trikots mitgebracht haben, mit denen Trabzonspor in den Anfangsjahren spielte. Das Logo von Aston Villa soll durch das von Trabzonspors ersetzt worden sein.

### Aufstieg in die Erste Liga
Trabzonspor, das 1967 gegründet wurde, trat in der Saison 1966/67 erstmals in der Weißen Gruppe der Zweiten Liga (TFF 1. Lig) an. Trabzonspor beendete sein erstes Jahr in einer Profiliga mit 16 Mannschaften auf dem achten Platz.
In den nächsten vier Jahren wurden sie Sechster, Vierter, im darauffolgenden Jahr wieder Vierter und in der Saison 1970/71 Achter. Trabzonspor, dass in der Saison 1971/72 in der Roten Gruppe spielte (2. Lig Kırmızı), lag zwei Punkte hinter dem Tabellenführer Türk Telekomspor und konnte sich nicht für die 1. türkische Fußballliga qualifizieren. Trabzonspor ereilte ein Jahr später erneut das gleiche Schicksal. Dort war Trabzon ein Platz hinter dem Erstplatzierten Kayserispor, beiden hatten die gleiche Punktzahl, doch aufgrund der Tordifferenz verblieben sie erneut in der Zweiten Liga. In der Saison 1973/74 stieg Trabzonspor endgültig in die Erste Liga auf, mit sechs Punkten vor dem stärksten Rivalen Sakaryaspor. Der türkische Fußballverband Türkiye Futbol Federasyonu ließ durch ein Entscheidungsspiel zwischen den beiden Erstplatzierten den Meister der Liga bestimmen. Im Meisterschaftsspiel der Zweiten Liga trat Trabzonspor gegen Zonguldak Kömürspor an, was in der Weißen Gruppe der Zweiten Liga ebenfalls den Ersten Platz belegte. Dieses verlor Trabzonspor allerdings im Elfmeterschießen mit 3:4. Der türkische Fußballverband erklärte aber im Nachhinein beide Vereine als Meister der TFF 1. Lig.

### Meisterschaftszeit
Trabzonspor beendete die türkische Fußballliga, in dem sie in der Saison 1974/75 zum ersten Mal antraten, auf dem 9. Platz mit 30 Punkten. Außerdem erreichte Trabzonspor in dieser Saison das Finale des türkischen Pokals. Im Hinspiel gewannen sie Zuhause mit 1:0 gegen Beşiktaş Istanbul, im Rückspiel verloren sie allerdings mit 0:2.
In der Saison 1975/76 errangen sie nach dem 1:0-Sieg gegen Fenerbahçe in Trabzon die Führung und behielt diese bis zum Ende der Saison. Unter der Führung von Ahmet Suat Özyazıcı erzielte das Team 43 Punkte, 3 Punkte vor Fenerbahçe Istanbul, und wurde das erste anatolische Team, das die Liga gewann.
Trabzonspor gewann sechs Meisterschaften von der Saison 1975/76 bis zur Saison 1983/84. Im vorgenannten Zeitraum verpasste Trabzonspor die Meisterschaft um 1 Punkt in den Saisons 1977/78 und 1981/82 und um 2 Punkte in der Saison 1982/83. Necmi Perekli, der in der Saison 1976/77 mit 18 Toren bester Torschütze war, wurde der erste Torschützenkönig von Trabzonspor in der 1. türkischen Fußballliga. Şenol Güneş, damaliger Torhüter, ließ in den Ligaspielen zwischen dem 17. September 1978 und dem 18. Februar 1979 kein einziges Gegentor zu (1110 Minuten). Dies macht ihn zu dem Torhüter mit der längsten Zeit ohne Gegentreffer in der türkischen Liga. Darüber hinaus gewann Trabzonspor in dieser Zeit dreimal den türkischen Pokal, sechsmal den türkischen Supercup, dreimal den Premierministerpokal sowie den Zypern-Friedenspokal im Jahre 1975, dessen Turnier nur ein einziges Mal bestritten wurde. Zwei Meisterschaften wurden unter der Leitung von Özkan Sümer gewonnen und die anderen vier unter Ahmet Suat Özyazıcı.

## Abteilungen
Trabzonspor unterhält neben Fußball folgende Abteilungen:
- Basketball (aufgelöst, 2019) (wiedergründung 2024)
- (Siehe auch: Trabzonspor (Basketball))
- Frauenfußball
- Handball (aufgelöst, 2016)
- Judo
- Leichtathletik
- Schwimmsport
- Sportschießen
- Tennis

## Erfolge
Türkischer Meister (Süper Lig): 7
- 1976, 1977, 1979, 1980, 1981, 1984, 2022

Türkischer Pokalsieger (Türkiye Kupası): 9
- 1977, 1978, 1984, 1992, 1995, 2003, 2004, 2010, 2020

Türkischer Supercupsieger (TFF Süper Kupa, ehemals Cumhurbaşkanlığı Kupası): 10
- 1976, 1977, 1978, 1979, 1980, 1983, 1995, 2010, 2020, 2022

Premierminister-Pokalsieger (Başbakanlık Kupası): 5
- 1976, 1978, 1985, 1994, 1996

Uhrencup-Sieger: 1
- 2005

## Spieler und Trainer

### Kader 2024/25
- Stand: Saisonende  2024/2025[9][10]

| Pos.       | Nr. | Nat.                                    | Spieler              | Geburtstag         | im Verein seit | Vertrag bis | letzter Verein         |
| ---------- | --- | --------------------------------------- | -------------------- | ------------------ | -------------- | ----------- | ---------------------- |
| Tor        | 01  | Turkei                                  | Uğurcan Çakır        | 05. April 1996     | 2014           | 2027        | 1461 Trabzon           |
| Tor        | 25  | Turkei                                  | Onuralp Çevikkan     | 02. Januar 2006    | 2023           | 2028        | Altinordu FK U17       |
| Tor        | 54v | Turkei                                  | Muhammet Taha Tepe   | 01. Januar 2001    | 2020           | 2027        | Turgutluspor           |
| Tor        | 88  | Turkei                                  | Ahmet Yıldırım       | 01. November 2006  | 2024           | 2029        | Eigene Jugend          |
| Abwehr     | 15  | Montenegro Serbien                      | Stefan Savić         | 8. Januar 1991     | 2024           | 2027        | Atlético Madrid        |
| Abwehr     | 19  | Turkei                                  | Mustafa Eskihellaç   | 5. Mai 1997        | 2025           | 2027        | Gaziantep FK           |
| Abwehr     | 22  | Turkei                                  | Oğuzhan Yılmaz       | 2. Juli 2006       | 2023           | 2025        | Eigene Jugend          |
| Abwehr     | 29  | Turkei                                  | Serdar Saatçı        | 14. Februar 2003   | 2024           | 2028        | Sporting Braga         |
| Abwehr     | 44  | Ukraine                                 | Arseij Batahow       | 5. März 2002       | 2024           | 2028        | Sorja Luhansk          |
| Abwehr     | 77  | Turkei                                  | Arif Boşluk          | 08. Juni 2003      | 2022           | 2028        | Araklı 1961 (Jugend)   |
| Abwehr     | 79  | Portugal                                | Pedro Malheiro       | 21. Januar 2001    | 2024           | 2028        | Boavista Porto         |
| Abwehr     | 84  | Turkei                                  | Ali Şahin Yılmaz     | 01. Januar 2004    | 2024           | 2027        | Eigene Jugend          |
| Mittelfeld | 05  | England                                 | John Lundstram       | 18. Februar 1994   | 2024           | 2027        | Glasgow Rangers        |
| Mittelfeld | 06  | Frankreich Guinea-Bissau                | Batista Mendy        | 12. Januar 2000    | 2023           | 2027        | Angers SCO             |
| Mittelfeld | 10  | Osterreich                              | Muhammed Cham        | 26. September 2000 | 2024           | 2028        | Clermont Foot          |
| Mittelfeld | 11  | Turkei                                  | Ozan Tufan           | 23. März 1995      | 2024           | 2027        | Hull City              |
| Mittelfeld | 22  | Ukraine                                 | Oleksandr Subkow     | 3. August 1996     | 2025           | 2029        | Schachtar Donezk       |
| Mittelfeld | 26  | Frankreich Martinique                   | Tim Jabol-Folcarelli | 6. Dezember 1999   | 2025           | 2029        | Glasgow Rangers        |
| Mittelfeld | 35  | Turkei                                  | Okay Yokuşlu         | 9. März 1994       | 2024           | 2027        | West Bromwich Albion   |
| Mittelfeld | 74  | Turkei                                  | Salih Malkoçoğlu     | 23. Februar 2005   | 2022           | 2028        | Eigene Jugend          |
| Mittelfeld | 75  | Turkei                                  | Abdurrahman Bayram   | 3. Januar 2005     | 2022           | 2028        | Eigene Jugend          |
| Sturm      | 07  | Bosnien und Herzegowina                 | Edin Višća           | 17. Februar 1990   | 2022           | 2026        | Istanbul Başakşehir FK |
| Sturm      | 09  | Nigeria                                 | Anthony Nwakaeme     | 21. März 1989      | 2024           | 2026        | Al-Fayha FC            |
| Sturm      | 14  | Ukraine                                 | Danylo Sikan         | 16. April 2001     | 2025           | 2029        | Schachtar Donezk       |
| Sturm      | 17  | Kongo Demokratische Republik Frankreich | Simon Banza          | 13. August 1996    | 2024           | 2025        | Sporting Braga         |
| Sturm      | 61  | Turkei Belgien                          | Cihan Çanak          | 24. Januar 2005    | 2024           | 2027        | Standard Lüttich       |
| Sturm      | 70  | Rumänien                                | Denis Drăguș         | 6. Juli 1999       | 2024           | 2028        | Standard Lüttich       |
| Sturm      | 94  | Turkei                                  | Enis Destan          | 15. Juni 2002      | 2022           | 2028        | Altınordu Izmir        |

#### Trainerstab
- Stand: 21. März 2025[11]

| Name             | Funktion    |
| ---------------- | ----------- |
| Fatih Tekke      | Cheftrainer |
| Mustafa Ramazan  | Co-Trainer  |
| Hamit Cihan      | Co-Trainer  |
| Orhan Çıkırıkçı  | Co-Trainer  |
| Orhan Kaynak     | Co-Trainer  |
| Salih Tekke      | Co-Trainer  |
| Ali Nadir Başkan | Co-Trainer  |

## Europapokalbilanz
Trabzonspor schaffte es erst in der Saison 2011/12 in die UEFA Champions League, doch haben sie mehrere Male am früheren UEFA-Pokal teilgenommen. Die Mannschaft besiegte in der Vergangenheit namhafte europäische Mannschaften wie z. B. Inter Mailand (1–0, 1983), FC Barcelona (1–0, 1990), Olympique Lyon (4–1, 1991), Aston Villa (1–0, 1994) und den FC Liverpool (1-0, 1976). In der Champions-League-Saison 2011/12 spielt Trabzonspor aufgrund des Ausschlusses von Fenerbahçe Istanbul in der europäischen Königsklasse. Dabei gelang im ersten Spiel der Gruppenphase ein überraschender 1:0-Auswärtssieg bei Inter Mailand. Den Siegtreffer erzielte Ondřej Čelůstka.
| Saison  | Wettbewerb                    | Runde                  | Gegner                 | Gesamt          | Hin     | Rück          |
| ------- | ----------------------------- | ---------------------- | ---------------------- | --------------- | ------- | ------------- |
| 1976/77 | Europapokal der Landesmeister | 1. Runde               | ÍA Akranes             | 6:3             | 3:1 (A) | 3:2 (H)       |
| 1976/77 | Europapokal der Landesmeister | 2. Runde               | FC Liverpool           | 1:3             | 1:0 (H) | 0:3 (A)       |
| 1977/78 | Europapokal der Landesmeister | 1. Runde               | B 1903 Kopenhagen      | 1:2             | 1:0 (H) | 0:2 (A)       |
| 1979/80 | Europapokal der Landesmeister | 1. Runde               | Hajduk Split           | 0:2             | 0:1 (A) | 0:1 (H)       |
| 1980/81 | Europapokal der Landesmeister | 1. Runde               | GKS Szombierki Bytom   | 2:4             | 2:1 (H) | 0:3 (A)       |
| 1981/82 | Europapokal der Landesmeister | 1. Runde               | Dynamo Kiew            | 0:2             | 0:1 (A) | 1:1 (H)       |
| 1982/83 | UEFA-Pokal                    | 1. Runde               | 1. FC Kaiserslautern   | 0:6             | 0:3 (A) | 0:3 (H)       |
| 1983/84 | UEFA-Pokal                    | 1. Runde               | Inter Mailand          | 1:2             | 1:0 (H) | 0:2 (A)       |
| 1984/85 | Europapokal der Landesmeister | 1. Runde               | Dnjepr Dnjepropetrowsk | 1:3             | 1:0 (H) | 0:3 (A)       |
| 1990/91 | Europapokal der Pokalsieger   | Vorrunde               | Bray Wanderers         | 3:1             | 1:1 (A) | 2:0 (H)       |
| 1990/91 | Europapokal der Pokalsieger   | 1. Runde               | FC Barcelona           | 3:7             | 1:0 (H) | 2:7 (A)       |
| 1991/92 | UEFA-Pokal                    | 1. Runde               | HAŠK Građanski Zagreb  | 4:3             | 3:2 (A) | 1:1 (H)       |
| 1991/92 | UEFA-Pokal                    | 2. Runde               | Olympique Lyon         | 8:4             | 4:3 (A) | 4:1 (H)       |
| 1991/92 | UEFA-Pokal                    | 3. Runde               | B 1903 Kopenhagen      | 1:2             | 0:1 (A) | 1:1 (H)       |
| 1992/93 | Europapokal der Pokalsieger   | 1. Runde               | Turun Palloseura       | 4:2             | 2:0 (H) | 2:2 (A)       |
| 1992/93 | Europapokal der Pokalsieger   | 2. Runde               | Atlético Madrid        | 0:2             | 0:2 (H) | 0:0 (A)       |
| 1993/94 | UEFA-Pokal                    | 1. Runde               | FC Valletta            | 6:2             | 3:1 (H) | 3:1 (A)       |
| 1993/94 | UEFA-Pokal                    | 2. Runde               | Cagliari Calcio        | (a)1:1(a)       | 1:1 (H) | 0:0 (A)       |
| 1994/95 | UEFA-Pokal                    | 1. Runde               | Dinamo Bukarest        | 5:4             | 2:1 (H) | 3:3 (A)       |
| 1994/95 | UEFA-Pokal                    | 2. Runde               | Aston Villa            | (a)2:2(a)       | 1:0 (H) | 1:2 (A)       |
| 1994/95 | UEFA-Pokal                    | 3. Runde               | Lazio Rom              | 2:4             | 1:2 (H) | 1:2 (A)       |
| 1995/96 | Europapokal der Pokalsieger   | 1. Runde               | FK Žalgiris Vilnius    | 3:2             | 2:2 (A) | 1:0 (H)       |
| 1995/96 | Europapokal der Pokalsieger   | 2. Runde               | Deportivo La Coruña    | 0:4             | 0:1 (H) | 0:3 (A)       |
| 1996/97 | UEFA-Pokal                    | Qualifikation          | ŠK Slovan Bratislava   | 5:3             | 1:2 (A) | 4:1 (H)       |
| 1996/97 | UEFA-Pokal                    | 1. Runde               | FK Bodø/Glimt          | 5:2             | 2:1 (A) | 3:1 (H)       |
| 1996/97 | UEFA-Pokal                    | 2. Runde               | FC Schalke 04          | 3:4             | 0:1 (A) | 3:3 (H)       |
| 1997/98 | UEFA-Pokal                    | 2. Qualifikationsrunde | Dundee United          | 2:1             | 1:0 (H) | 1:1 (A)       |
| 1997/98 | UEFA-Pokal                    | 1. Runde               | VfL Bochum             | 5:6             | 2:1 (H) | 3:5 (A)       |
| 1998/99 | UEFA-Pokal                    | 2. Qualifikationsrunde | Wisła Krakau           | 2:7             | 1:5 (A) | 1:2 (H)       |
| 1999    | UEFA Intertoto Cup            | 3. Runde               | AC Perugia             | 4:2             | 1:2 (H) | 03:0 (A) 1    |
| 1999    | UEFA Intertoto Cup            | Halbfinale             | Hamburger SV           | 3:6             | 2:2 (H) | 1:4 (A)       |
| 2003/04 | UEFA-Pokal                    | 1. Runde               | FC Villarreal          | 2:3             | 0:0 (A) | 2:3 (H)       |
| 2004/05 | UEFA Champions League         | 2. Qualifikationsrunde | Skonto Riga            | 4:1             | 1:1 (A) | 3:0 (H)       |
| 2004/05 | UEFA Champions League         | 3. Qualifikationsrunde | Dynamo Kiew            | 2:3             | 2:1 (A) | 0:2 (H)       |
| 2004/05 | UEFA-Pokal                    | 1. Runde               | Athletic Bilbao        | 3:4             | 3:2 (H) | 0:2 (A)       |
| 2005/06 | UEFA Champions League         | 2. Qualifikationsrunde | Anorthosis Famagusta   | 2:3             | 1:3 (A) | 1:0 (H)       |
| 2006/07 | UEFA-Pokal                    | 2. Qualifikationsrunde | APOEL Nikosia          | 2:1             | 1:1 (A) | 1:0 (H)       |
| 2006/07 | UEFA-Pokal                    | 1. Runde               | CA Osasuna             | (a)2:2(a)       | 2:2 (H) | 0:0 (A)       |
| 2007    | UEFA Intertoto Cup            | 2. Runde               | KS Vllaznia Shkodra    | 10:00           | 6:0 (H) | 4:0 (A)       |
| 2007    | UEFA Intertoto Cup            | 3. Runde               | Oțelul Galați          | 2:4             | 1:2 (A) | 1:2 (H)       |
| 2009/10 | UEFA Europa League            | Play-offs              | FC Toulouse            | 2:3             | 1:3 (H) | 1:0 (A)       |
| 2010/11 | UEFA Europa League            | Play-offs              | FC Liverpool           | 1:3             | 0:1 (A) | 1:2 (H)       |
| 2011/12 | UEFA Champions League         | 3. Qualifikationsrunde | Benfica Lissabon       | 1:3             | 0:2 (A) | 1:1 (H)       |
| 2011/12 | UEFA Europa League            | Play-offs              | Athletic Bilbao        | 0:0             | 0:0 (A) | 2             |
| 2011/12 | UEFA Champions League         | Gruppenphase           | Inter Mailand          | 2:1             | 1:0 (A) | 1:1 (H)       |
| 2011/12 | UEFA Champions League         | Gruppenphase           | OSC Lille              | 1:1             | 1:1 (H) | 0:0 (A)       |
| 2011/12 | UEFA Champions League         | Gruppenphase           | ZSKA Moskau            | 0:3             | 0:3 (A) | 0:0 (H)       |
| 2011/12 | UEFA Europa League            | Sechzehntelfinale      | PSV Eindhoven          | 2:6             | 1:2 (H) | 1:4 (A)       |
| 2012/13 | UEFA Europa League            | Play-offs              | Videoton FC            | 0:0 (2:4 i. E.) | 0:0 (H) | 0:0 n. V. (A) |
| 2013/14 | UEFA Europa League            | 2. Qualifikationsrunde | Derry City             | 7:2             | 4:2 (H) | 3:0 (A)       |
| 2013/14 | UEFA Europa League            | 3. Qualifikationsrunde | FK Dinamo Minsk        | 1:0             | 1:0 (A) | 0:0 (H)       |
| 2013/14 | UEFA Europa League            | Play-offs              | FK Kukësi              | 5:1             | 2:0 (A) | 3:1 (H)       |
| 2013/14 | UEFA Europa League            | Gruppenphase           | Apollon Limassol       | 6:3             | 2:1 (A) | 4:2 (H)       |
| 2013/14 | UEFA Europa League            | Gruppenphase           | Lazio Rom              | 3:3             | 3:3 (H) | 0:0 (A)       |
| 2013/14 | UEFA Europa League            | Gruppenphase           | KP Legia Warschau      | 4:0             | 2:0 (H) | 2:0 (A)       |
| 2013/14 | UEFA Europa League            | Sechzehntelfinale      | Juventus Turin         | 0:4             | 0:2 (A) | 0:2 (H)       |
| 2014/15 | UEFA Europa League            | Play-offs              | FK Rostow              | 2:0             | 2:0 (H) | 0:0 (A)       |
| 2014/15 | UEFA Europa League            | Gruppenphase           | Metalist Charkiw       | 5:2             | 2:1 (A) | 3:1 (H)       |
| 2014/15 | UEFA Europa League            | Gruppenphase           | KP Legia Warschau      | 0:3             | 0:1 (H) | 0:2 (A)       |
| 2014/15 | UEFA Europa League            | Gruppenphase           | Sporting Lokeren       | 3:1             | 2:0 (H) | 1:1 (A)       |
| 2014/15 | UEFA Europa League            | Sechzehntelfinale      | SSC Neapel             | 0:5             | 0:4 (H) | 0:1 (A)       |
| 2015/16 | UEFA Europa League            | 2. Qualifikationsrunde | FC Differdingen 03     | 3:1             | 1:0 (H) | 2:1 (A)       |
| 2015/16 | UEFA Europa League            | 3. Qualifikationsrunde | Rabotnički Skopje      | 1:2             | 0:1 (A) | 1:1 n. V. (H) |
| 2019/20 | UEFA Europa League            | 3. Qualifikationsrunde | Sparta Prag            | 4:3             | 2:2 (A) | 2:1 (H)       |
| 2019/20 | UEFA Europa League            | Play-offs              | AEK Athen              | (a)3:3(a)       | 3:1 (A) | 0:2 (H)       |
| 2019/20 | UEFA Europa League            | Gruppenphase           | FC Getafe              | 0:2             | 0:1 (A) | 0:1 (H)       |
| 2019/20 | UEFA Europa League            | Gruppenphase           | FC Basel               | 2:4             | 2:2 (H) | 0:2 (A)       |
| 2019/20 | UEFA Europa League            | Gruppenphase           | FK Krasnodar           | 1:5             | 0:2 (H) | 1:3 (A)       |
| 2021/22 | UEFA Europa Conference League | 3. Qualifikationsrunde | Molde FK               | 4:4 (4:3 i. E.) | 3:3 (H) | 1:1 n. V.(A)  |
| 2021/22 | UEFA Europa Conference League | Play-offs              | AS Rom                 | 1:5             | 1:2 (H) | 0:3 (A)       |
| 2022/23 | UEFA Champions League         | Play-offs              | FC Kopenhagen          | 1:2             | 1:2 (A) | 0:0 (H)       |
| 2022/23 | UEFA Europa League            | Gruppenphase           | Ferencváros Budapest   | 3:3             | 2:3 (A) | 1:0 (H)       |
| 2022/23 | UEFA Europa League            | Gruppenphase           | FK Roter Stern Belgrad | 3:3             | 2:1 (H) | 1:2 (A)       |
| 2022/23 | UEFA Europa League            | Gruppenphase           | AS Monaco              | 5:3             | 1:3 (A) | 4:0 (H)       |
| 2022/23 | UEFA Europa Conference League | Zwischenrunde          | FC Basel               | 1:2             | 1:0 (H) | 0:2 (A)       |
| 2024/25 | UEFA Europa League            | 2. Qualifikationsrunde | MFK Ružomberok         | 3:0             | 2:0 (A) | 1:0 (H)       |
| 2024/25 | UEFA Europa League            | 3. Qualifikationsrunde | SK Rapid Wien          | 0:3             | 0:1 (H) | 0:2 (A)       |
| 2024/25 | UEFA Conference League        | Play-offs              | FC St. Gallen          | 1:1 (4:5 i. E.) | 0:0 (A) | 1:1 (H)       |

Legende: (H) – Heimspiel, (A) – Auswärtsspiel, (N) – neutraler Platz, (a) – Auswärtstorregel, (i. E.) – im Elfmeterschießen, (n. V.) – nach Verlängerung-
| Wettbewerb                  | Spiele | S  | U  | N  | T+   | T-  |
| --------------------------- | ------ | -- | -- | -- | ---- | --- |
| UEFA Champions League       | 30     | 10 | 08 | 12 | 25   | 036 |
| Europapokal der Pokalsieger | 12     | 04 | 04 | 04 | 13   | 018 |
| UEFA-Pokal / Europa League  | 97     | 38 | 22 | 37 | 1300 | 131 |
| Europa Conference League    | 07     | 01 | 03 | 03 | 06   | 011 |
| UEFA Intertoto Cup          | 08     | 03 | 01 | 04 | 19   | 012 |
| Gesamt                      | 1540   | 56 | 38 | 57 | 1930 | 208 |

Stand: 22. August 2024

## Stadien

### Hüseyin Avni Aker Stadı
Das Hüseyin Avni Aker Stadı (deutsch Hüseyin-Avni-Aker-Stadion) ist ein 1951 erbautes Fußballstadion in der türkischen Stadt Trabzon. Das ursprünglich für 2.400 Menschen geplante, danach aber stetig ausgebaute Stadion wurde nach Hüseyin Avni Aker benannt, der als Vorreiter für den Sport, insbesondere den Fußball in Trabzon gilt.
Für die neue Saison  wurde das Stadion  modernisiert und umgebaut. Das Hüseyin-Avni-Aker-Stadion ist ca. 25.000 m² groß und hat nach dem Umbau jetzt 30 computergesteuerte Eingänge, 520 VIP-Plätze, 170 Presseplätze, zwei Restaurants und ein Café. Es war eines der ersten Stadien der Türkei, in dem die Zuschauerzäune entfernt wurden. Heute hat es Platz für etwa 25.000 Menschen und wird vom Verein Trabzonspor genutzt. Nach der Eröffnung des neuen Stadions wird die alte Spielstätte abgerissen.

### Papara Park Stadyumu
Im November 2013 war Grundsteinlegung für die neue Heimstätte von Trabzonspor. Für die an der Schwarzmeerküste entstehende Spielstätte wurde zunächst eine künstliche Landmasse von 795.000 Quadratmeter aufgeschüttet. Das Fußballstadion mit geplanten 41.513 Plätze ist Mittelpunkt und ein Teil des dort entstehenden Trabzon Akyazı Spor ve Kültür Kompleksi (deutsch Trabzon Akyazı Sport und Kultur Komplex). Das Stadion wurde am 18. Dezember 2016 eröffnet und erhielt den Namen von Şenol Güneş. Am 29. Januar 2017 gab der Verein bekannt, dass das Stadion zukünftig den Namen Şenol Güneş Spor Kompleksi Medical Park Stadyumu (kurz: Medical Park Stadyumu) nach der Krankenhauskette Medical Park tragen wird. Der Vertrag ging über fünf Jahre und brachte dem Verein 25 Mio. US-Dollar. Im August 2023 schloss Trabzonspor mit dem Finanztechnologieunternehmen Papara einen neuen Namensvertrag ab.

## Präsidenten
| - 1967–1968: Ali Osman Ulusoy - 1968–1969: Rıfat Dedeoğlu - 1969–1970: Ali Osman Ulusoy - 1970–1971: Rıfat Dedeoğlu - 1971–1972: Suat Oyman - 1972–1975: Salih Erdem - 1975–1980: Mehmet Şamil Ekinci - 1980–1981: Ahmet Celal Ataman - 1981–1982: Mustafa Günaydın - 1982–1988: Mehmet Ali Yılmaz - 1988–1989: Mazhar Afacan | - 1989–1992: Mehmet Ali Yılmaz - 1992–1994: Sadri Şener - 1994–1997: Faruk Nafız Özak - 1997–2000: Mehmet Ali Yılmaz - 2000–2003: Özkan Sümer - 2003–2005: Atay Aktuğ - 2005–2008: Nuri Albayrak - 2008–2013: Sadri Şener - 2013–2015: İbrahim Hacıosmanoğlu - 2015–2018: Muharrem Usta - 2018–2023: Ahmet Ağaoğlu - 2023–0000: Ertuğrul Doğan |

## Ligazugehörigkeit
- 2. Liga: 1966–1974
- 1. Liga: seit 1974

## Rekorde
Die längste Zeit ohne Heim-Niederlage90 Spiele (vom 9. Spieltag der Saison 1975/76 bis zum 16. Spieltag der Saison 1981/82)
Meister mit den meisten NiederlagenSaison (1980/81), 7
Meister mit den wenigsten TorenSaison (1979/80), 25
Meister mit den wenigsten PunktenSaison (1979/80, 1980/81), 39

### Spieler mit den meisten Einsätzen und Toren
In der folgenden Tabelle sind alle Pflichtspiele und Pflichtspieltore für die erste Mannschaft von Trabzonspor angegeben. Dies umfasst neben den Ligaspielen alle Spiele in nationalen und internationalen Pokalwettbewerben.
(Stand: 2. Mai 2022)
| Rang                      | Name               | Einsätze | Zeitraum             |
| ------------------------- | ------------------ | -------- | -------------------- |
| 01.                       | Hami Mandıralı     | 569      | 1978–1998, 1999–2002 |
| 02.                       | Şenol Güneş        | 535      | 1975–1987            |
| 03.                       | Turgay Semercioğlu | 534      | 1973–1988            |
| 04.                       | Necati Özçağlayan  | 484      | 1972–1986            |
| 05.                       | Kemal Serdar       | 443      | 1983–1995            |
| 06.                       | Orhan Çıkırıkçı    | 402      | 1989–2002            |
| 07.                       | İskender Günen     | 395      | 1979–1990            |
| 08.                       | Lemi Çelik         | 379      | 1983–1997            |
| 09.                       | Hamdi Aslan        | 356      | 1987–1996            |
| 010.                      | Ogün Temizkanoğlu  | 334      | 1989–1999            |
| Stand: 16. September 2022 |                    |          |                      |

| Rang                      | Name               | Tore | Einsätze | Ø Tore |
| ------------------------- | ------------------ | ---- | -------- | ------ |
| 01.                       | Hami Mandıralı     | 277  | 569      | 0,49   |
| 02.                       | Fatih Tekke        | 104  | 241      | 0,43   |
| 03.                       | Necmi Perekli      | 100  | 193      | 0,52   |
| 04.                       | Burak Yılmaz       | 86   | 125      | 0,69   |
| 05.                       | Umut Bulut         | 85   | 196      | 0,43   |
| 06.                       | Schota Arweladse   | 85   | 122      | 0,7    |
| 07.                       | Gökdeniz Karadeniz | 81   | 290      | 0,28   |
| 08.                       | Orhan Çıkırıkçı    | 77   | 402      | 0,19   |
| 09.                       | Hamdi Aslan        | 77   | 356      | 0,22   |
| 010.                      | Hüseyin Tok        | 66   | 181      | 0,36   |
| Stand: 16. September 2022 |                    |      |          |        |

### Spieler mit den meisten Einsätzen und Toren im 21. Jahrhundert
In der folgenden Tabelle sind alle Pflichtspiele und Pflichtspieltore für die erste Mannschaft von Trabzonspor ab dem Jahre 2000 angegeben. Dies umfasst neben den Ligaspielen alle Spiele in nationalen und internationalen Pokalwettbewerben. Ausgenommen sind Gökdeniz Karadeniz sowie Fatih Tekke, da sie vor dem Jahre 2000 für Trabzonspor aufgetreten sind.
| Rang                | Name             | Einsätze | Zeitraum  |
| ------------------- | ---------------- | -------- | --------- |
| 01.                 | Uğurcan Çakır    | 288      | 2015-     |
| 02.                 | Onur Kıvrak      | 251      | 2007-2019 |
| 03.                 | Ibrahima Yattara | 232      | 2003-2011 |
| 04.                 | Serkan Balcı     | 224      | 2007-2013 |
| 05.                 | Abdülkadir Ömür  | 211      | 2015-2024 |
| 06.                 | Gustavo Colman   | 205      | 2008-2014 |
| 07.                 | Umut Bulut       | 196      | 2006-2011 |
| 08.                 | Alanzinho        | 185      | 2008-2014 |
| 09.                 | Mustafa Yumlu    | 176      | 2010-2017 |
| 010.                | Giray Kaçar      | 171      | 2008-2014 |
| Stand: 2. Juni 2025 |                  |          |           |

| Rang                     | Name              | Tore | Einsätze | Ø Tore |
| ------------------------ | ----------------- | ---- | -------- | ------ |
| 01.                      | Burak Yılmaz      | 86   | 125      | 0,69   |
| 02.                      | Umut Bulut        | 85   | 196      | 0,43   |
| 03.                      | Anthony Nwakaeme  | 48   | 150      | 0,32   |
| 04.                      | Mehmet Yılmaz     | 39   | 118      | 0,33   |
| 05.                      | Ibrahima Yattara  | 39   | 232      | 0,17   |
| 06.                      | Hugo Rodallega    | 35   | 80       | 0,44   |
| 07.                      | Alexander Sörloth | 33   | 49       | 0,67   |
| 08.                      | Olcan Adın        | 30   | 113      | 0,27   |
| 09.                      | Paulo Henrique    | 29   | 118      | 0,25   |
| 010.                     | Caleb Ekuban      | 29   | 103      | 0,28   |
| Stand: 3. September 2024 |                   |      |          |        |

## Fanfreundschaften
Es besteht eine Fanfreundschaft zum irischen Verein Drogheda United und zum türkischen Verein Şanlıurfaspor.

## Rivalitäten
Zu den Rivalen von Trabzonspor gehören Çaykur Rizespor aus Rize (Nachbarstadt, sprich Derby), Beşiktaş Istanbul, Galatasaray Istanbul und Fenerbahçe Istanbul.
Vor allem gegenüber den drei Großen herrscht eine große Rivalität. Seit dem vorgeworfenen Manipulationsskandal in der Süper Lig-Saison 2010/11 gegen Fenerbahçe Istanbul seitens Trabzonspor herrscht eine noch mehr angeheizte Stimmung unter den beiden Mannschaften sowie Fans.

## Ausrüster und Sponsoren
Seit 2023 ist der Ausrüster Joma. Hauptsponsor seit 2024 Papara.
| Zeitraum  | Ausrüster       | Hauptsponsor    |
| --------- | --------------- | --------------- |
| 1967–1978 | Eigenproduktion | -               |
| 1978–1979 | Adidas          | -               |
| 1979–1981 | Admiral         | -               |
| 1981–1982 | Eigenproduktion | Türk Bank       |
| 1982–1983 | Eigenproduktion | -               |
| 1983–1984 | Adidas          | Akça            |
| 1984–1985 | Adidas          | Güneş           |
| 1985–1989 | Adidas          | Grundig         |
| 1989–1991 | Adidas          | Türk Bank       |
| 1991–1993 | Adidas          | -               |
| 1993–1994 | Adidas          | Show TV         |
| 1994–1995 | Adidas          | Anadolu Sigorta |
| 1995–1998 | Adidas          | Vestel          |
| 1998–1999 | Puma            | Vestel          |
| 1999–2002 | Puma            | -               |
| 2002–2003 | Kappa           | -               |
| 2003–2004 | Kappa           | Fly Air         |
| 2004–2005 | Kappa           | Avea            |
| 2005–2006 | Eigenproduktion | Avea            |
| 2006–2008 | Puma            | Avea            |
| 2008–2009 | Nike            | Avea            |
| 2009–2014 | Nike            | Türk Telekom    |
| 2014–2016 | Nike            | -               |
| 2016–2018 | Nike            | QNB             |
| 2018–2019 | Macron          | QNB             |
| 2019–2023 | Macron          | Vestel          |
| 2023–2024 | Joma            | Vestel          |
| 2024–     | Joma            | Papara          |

## Trainer
- Hayri Gür (1966–1967)
- Halil Özyazıcı (1967)
- Harun Kılman (1968)
- Erdoğan Gürhan (1968–1969)
- Ahmet Karlıklı (1969)
- Altan Santepe (1969–1971)
- Kamuran Soykıray (1971–1972)
- Mustafa Ertan (1972)
- Ahmet Suat Özyazıcı (1972–1975)
- Şükrü Ersoy (1975)
- Ahmet Suat Özyazıcı (1975–1978)
- Özkan Sümer (1978–1979)
- Ahmet Suat Özyazıcı (1979–1980)
- Özkan Sümer (1980–1981)
- Ahmet Suat Özyazıcı (1981–1984)
- Özkan Sümer (1984)
- İlyas Akçay (1985)
- Jürgen Sundermann (1985–1986)
- Ahmet Suat Özyazıcı (1986–1987)
- Metin Türel (1987)
- Ahmet Suat Özyazıcı (1988)
- Werner Biskup (1988)
- Şenol Güneş (1988–1989)
- Urbain Braems (1989–1990)
- Özkan Sümer (1990–1991)
- Urbain Braems (1991–1992)
- Georges Leekens (1992–1993)
- Şenol Güneş (1993–1997)
- Yılmaz Vural (1997–1998)
- Özkan Sümer (1998)
- Ali Kemal Denizci (1998)
- Gordon Milne (1998–1999)
- Ahmet Suat Özyazıcı (1999)
- Jürgen Wähling (1999)
- Giray Bulak (1999–2000)
- Sadi Tekelioğlu (2000–2001)
- Hans-Peter Briegel (2001–2002)
- Samet Aybaba (2002–2003)
- Turgay Semercioğlu (2003)
- Ziya Doğan (Februar 2004 – Januar 2005)
- İhsan Derelioğlu 3 (Januar 2005)
- Şenol Güneş (Januar 2005 – September 2005)
- Orhan Çıkırıkçı 3 (Oktober 2005 – Oktober 2005)
- Vahid Halilhodžić (Oktober 2005 – Mai 2006)
- Sebastião Lazaroni (Juni 2006 – September 2006)
- Ziya Doğan (September 2006 – Oktober 2007)
- Ersun Yanal (Oktober 2007 – April 2009)
- Ahmet Özen 3 (April 2009 – Juli 2009)
- Hugo Broos (Juli 2009 – Dezember 2009)
- Şenol Güneş (Dezember 2009 – Januar 2013)
- Tolunay Kafkas (Januar 2013 – Juni 2013)
- Mustafa Reşit Akçay (Juni 2013 – Februar 2014)
- Hami Mandıralı 3 (Februar 2014 – Mai 2014)
- Vahid Halilhodžić (Juli 2014 – November 2014)
- Ersun Yanal (November 2014 – Juli 2015)
- Schota Arweladse (Juli 2015 – November 2015)
- Sadi Tekelioğlu 3 (November 2015)
- Hami Mandıralı 3 (November 2015 – Mai 2016)
- Taner Yılmaz 3 (Mai 2016)
- Ersun Yanal (Juni 2016 – Oktober 2017)
- Rıza Çalımbay (Oktober 2017 – Mai 2018)
- Ünal Karaman (Mai 2018 – Dezember 2019)
- Hüseyin Çimşir 3 (Dezember 2019 – Januar 2020)
- Hüseyin Çimşir (Januar 2020 – Juli 2020)
- Eddie Newton 3 (Juli 2020 – August 2020)
- Eddie Newton (August 2020 – Oktober 2020)
- Ihsan Derelioğlu 3 (Oktober 2020 – November 2020)
- Abdullah Avci (November 2020 – März 2023)
- Orhan Ak 3 (März 2023 – April 2023)
- Nenad Bjelica (April 2023 – Oktober 2023)
- Abdullah Avci (Oktober 2023 – August 2024)
- Şenol Güneş (September 2024 – März 2025)
- Fatih Tekke (März 2025 –)

## Ehemalige Spieler
- Artschil Arweladse
- Schota Arweladse
- Çağdaş Atan
- Mehmet Aurélio
- Kevin Campbell
- Orhan Çıkırıkcı
- Engin Cinar
- Oktay Derelioğlu
- Abdullah Ercan
- Jürgen Groh
- Şenol Güneş
- Tolunay Kafkas
- Ünal Karaman
- Orhan Kaynak
- Gökdeniz Karadeniz
- Hami Mandıralı
- Ali Kemal Denizci
- Selçuk İnan
- Cemil Usta
- Hasan Şengün
- Lemi Çelik
- Marcelinho
- Kiki Musampa
- Lars Olsen
- Necmi Perekli
- Petar Miloševski
- Jean-Marie Pfaff
- Teófilo Gutiérrez
- Rigobert Song
- Özkan Sümer
- Mirosław Szymkowiak
- Fatih Tekke
- Egemen Korkmaz
- Ogün Temizkanoğlu
- Hrvoje Cale
- Isaac Promise
- Sergen Yalçın
- Gustavo Colman
- Jefferson de Oliveira Galvão
- Jajá Coelho
- Alanzinho
- Ibrahima Yattara
- Burak Yılmaz
- Umut Bulut
- Onur Kıvrak
- Halil Altıntop
- Tolga Zengin
- Didier Zokora
- Adrian Mierzejewski
- Florent Malouda
- José Bosingwa
- Óscar Cardozo
- Mehmet Ekici
- Daniel Sturridge
- Yusuf Yazıcı
- Alexander Sørloth
- Anthony Nwakaeme
- Andreas Cornelius
- Bruno Peres
- Marek Hamšík
- Marc Bartra
- Thomas Meunier
- Nicolas Pépé

## Trivia
- 1. Präsident: Ali Osman Ulusoy
- 1. Kapitän: Şevki Gençosmanoğlu
- 1. Torschützenkönig: Necmi Perekli
- Hami Mandıralı hat mit 569 Spielen die meisten Spiele absolviert.
- Şenol Güneş war am längsten Kapitän.
- Fatih Tekke wurde als zweiter türkischer Spieler Trabzonspors in der Saison 2005/2006 mit 31 Toren Torschützenkönig der 1. Türkischen Liga.
- Schota Arweladse und Alexander Sørloth sind die einzigen ausländischen Spieler, die bei Trabzonspor Torschützenkönig in der Süper Lig geworden sind.
- Trabzonspor ist seit seiner Gründung noch nie abgestiegen.
- Burak Yılmaz wurde als dritter türkischer Spieler Trabzonspors in der Saison 2011/2012 mit 33 Toren Torschützenkönig der 1. Türkischen Liga.